# 爱德士
爱德士生物科技公司（IDEXX Laboratories, Inc.）是一家美国医药公司，主要生产治疗各种动物疾病的药物，也提供水質檢測等服务。该公司成立于1983年，当时称“AgriTech Systems”，并于1991年在纳斯达克上市。公司总部位于缅因州韋斯特布魯克，但在全球170多个国家都有提供服务。